# Otto von Watzdorf (Politiker)
Otto Friedrich Heinrich von Watzdorf (* 7. November 1801 in Wiesenburg; † 24. März 1860 in Schönfeld bei Konstadt) war ein deutscher Jurist und Politiker. Er war Mitglied der Frankfurter Nationalversammlung sowie Abgeordneter im sächsischen Landtag.

## Herkunft
Der Sohn des sächsischen Appellationsrats Adam Friedrich August von Watzdorf (1753–1809) und dessen Ehefrau Charlotte, geborene von Oppen-Jütrichow (1767–1811). Sein jüngerer Bruder Rudolph Friedrich Theodor war Rittergutsbesitzer und Politiker.

## Leben und Wirken
Er wuchs nach dem frühen Tod seiner Eltern in Zeitz auf. Zwischen 1817 und 1821 studierte er an der Universität Leipzig Rechts- und Staatswissenschaften. Ab 1822 schloss sich eine erste Tätigkeit als Akzessist beim königlich sächsischen Justizamt in Dresden an. Bereits 1823 wurde er zu einem Kammerherrn ernannt. 1826 wurde er Assessor bei der Landesregierung in Dresden, aus welchem Amt er 1830 entlassen wurde, nachdem er in seinem Buch Über die Notwendigkeit einer Veränderung der im Königreiche Sachsen dermalen bestehenden ständischen Verfassung gegen die absolute Monarchie und für eine Stärkung des ständischen Parlaments eintrat, dem das Recht der Kontrolle, der Gesetzgebung und der Steuerhoheit zustehen sollte. In der Folge wurde ein Verfahren gegen ihn eingeleitet, in dessen Verlauf er einen Verweis erhielt, weil seine Schrift als ein „Angriff gegen die verfassungsmäßigen Rechte des Königs“ gewertet wurde.
1827 wurde er mit den Familiengütern in Jößnitz und Röttis beliehen. Er war 1830–1832 einer der ersten Rittergutsbesitzer im Vogtland, der die feudalen Frondienste auf seinen Gütern ablösen ließ. Dem letzten Landtag (1830–1832) der sächsischen Landstände, auf dem die Sächsische Verfassung von 1831 verabschiedet wurde, gehörte er an. In der Folge vertrat er 1839/40 und 1842/43 die vogtländischen Rittergutsbesitzer in der II. Kammer des Sächsischen Landtags, wo er der liberalen Opposition angehörte.
1840 hatte er noch das Rittergut Leichnam in der Oberlausitz erworben, das er zu seinem Wohnsitz wählte. Jößnitz und Röttis veräußerte er 1842 an Johann Gottfried Opitz.
Zwischen 1839 und 1847 gehörte er dem Hallgartenkreis an. 1848 vertrat er Sachsen auf dem Frankfurter Vorparlament und wurde am 14. Mai 1848 im 15. sächsischen Wahlbezirk (Annaberg) im ersten Wahlgang mit 41 von 62 Stimmen als Kandidat des Vaterlandsvereins zum Abgeordneten für die Frankfurter Nationalversammlung bestimmt, wo er sich der Fraktion Deutscher Hof anschloss. Hier setzte er sich für eine republikanische Verfassung nach dem Vorbild der USA ein und machte während der Verhandlung über die Art der zu schaffenden Zentralgewalt in Deutschland den Vorschlag, dass bis zur Vollendung des Verfassungswerks die Macht einem von der Nationalversammlung und den deutschen Landesregierungen gemeinschaftlich vorgeschlagenen Präsidenten übertragen werden sollte. Den ihm 1848 angetragenen Posten des Innenministers im sächsischen Kabinett Braun lehnte er ab, nahm dann aber am 16. Dezember 1848 die Wahl in den Sächsischen Landtag an. 1849/50 gehörte er als Vertreter des 38., 39. und 40. Wahlbezirks der I. Kammer des Sächsischen Landtags an, wo er Mitglied der Gesetz- und Finanzdeputation war.
Aus dem Scheitern der Märzrevolution, des Dresdner Maiaufstandes und der Bemühungen der Frankfurter Nationalversammlung zog er die Erkenntnis, dass die politische Freiheit ... nicht auf dem Wege des gesetzlichen Fortschritts, sondern nur durch eine siegreiche Revolution errungen werden könne. Am 17. April 1850 forderte der sächsische König den Kammerherrenschlüssel von ihm zurück, den er zerbrochen übergab. 1852 wurde er zu drei Monaten Gefängnis verurteilt, nachdem er die Zahlung bewilligter Steuern verweigert hatte.

## Familie
Watzdorf heiratete am 30. April 1837 in Dresden die Freiin Marie Auguste von Reizenstein (* 15. Juni 1816; † 1. September 1873). Das Paar hatte mehrere Kinder:
- Otto Karl Siegmund (* 10. Dezember 1841; † 13. März 1898), Landrat

⚭ 1865 Helene von Lieres und Wilkau (* 20. Oktober 1844; † 5. August 1872)
⚭ 1875 Elisabeth Emilie Ottilie Lucie von Lieres und Wilkau (* 25. Oktober 1849)
- Friedrich Heinrich Leo (* 9. März 1843; † 17. Januar 1882) ⚭ 1872 Johanna Therese Emilie von Schönberg (* 11. Mai 1851)
- Lucie (* 15. Mai 1844) ⚭ 1870 Thaddäus von Szimonski
- Thilo Franz Moritz (* 1. Februar 1848) ⚭ 1875 Marianne von Roebel (* 18. April 1854)

## Werke
- Über die Notwendigkeit einer Veränderung der im Königreiche Sachsen dermalen bestehenden ständischen Verfassung, 1830
- Petition an die Ständeversammlung des Königreichs Sachsen, den Gesetzentwurf über die provisorische Feststellung der Angelegenheiten der Presse betreffend, 1833
- Rechenschaftsbericht über seine Theilnahme an den Verhandlungen des sächsischen Landtags von 1839/40, 1840
- Biographische Umrisse der Mitglieder der deutschen konstituierenden Nationalversammlung in Frankfurt a.M., 4 Hefte, Frankfurt/M., 1848